# Move Like This
Albums de The Cars
Door to Door
(1987)
Move Like This est le septième et dernier album studio des Cars sorti en 2011. Il marque la réunion de quatre des cinq membres originaux du groupe, le cinquième, Benjamin Orr, étant décédé en 2000. Le claviériste Greg Hawkes joue la basse en plus des claviers et de la guitare. Le producteur Garret "Jacknife" Lee a aussi joué la basse à l'occasion. 
À sa sortie, l'album se classe no 7 des ventes aux États-Unis, et no 2 du classement Top Rock Albums.

## Historique
En 1997, Ocasek avait déclaré à un journaliste que le groupe ne se réunirait jamais : « Je dis jamais et vous pouvez compter sur cela. » Une réunion partielle du groupe a eu lieu en 2005 lorsque le multi-instrumentiste Greg Hawkes et le guitariste Elliot Easton ont tourné avec le chanteur et guitariste Todd Rundgren, le batteur Prairie Prince et le bassiste Kasim Sulton sous le nom « The New Cars » ; ni Ocasek ni le batteur David Robinson n'ont participé, et la formation s'est séparée après un album It's Alive! en 2006 et deux ans de tournée.
Selon le magazine Paste, Ocasek a déclaré qu'il était "étonné de voir à quel point nous avons cliqué lorsque nous nous sommes remis ensemble." Exclamer ! a noté que la page Facebook des Cars présentait une photo du producteur Jacknife Lee, "ce qui suggère qu'il produira le nouvel album." Selon Rolling Stone, Lee a produit cinq des chansons de l'album ; les Cars eux-mêmes ont produit les autres.
Les Cars n'ont pas ajouté de nouveau bassiste à la formation pour remplacer Orr ; au lieu de cela, les parties de basse de l'album ont été programmées ou interprétées par Hawkes et Lee, Hawkes jouant une basse appartenant autrefois à Orr. Alors qu'Ocasek et Orr se partageaient les tâches vocales sur les albums précédents, Move Like This est le seul album à présenter Ocasek comme seul chanteur soliste. Dans une interview avec Rolling Stone, Ocasek a déclaré : « J'étais conscient que sur la moitié des nouvelles chansons, Ben aurait fait mieux que moi. Mais nous n'avons jamais voulu quelqu'un de l'extérieur. » Orr a reçu des remerciements particuliers dans le communiqué : « Ben, ton esprit était avec nous sur celui-ci. »
Selon Billboard, l'album a été enregistré dans le studio de l'ingénieur Paul Orofino à Millbrook, New York. Des sessions d'enregistrement supplémentaires ont eu lieu à Los Angeles. Le titre de l'album vient d'une réplique de la chanson « Too Late » ; l'un des titres de travail de l'album était Sharp Subtle Flavour. Ocasek a décidé de nommer l'album Move Like This en référence à la réputation du groupe de ne pas beaucoup bouger sur scène.

## Réception critique
L'album a reçu des réactions « mitigées ou moyennes » de la part des critiques. Chez Metacritic, qui attribue une note moyenne pondérée sur 100 aux critiques des publications grand public, cette version a reçu une note moyenne de 54 sur la base de 8 critiques.
Dans une critique pour AllMusic, Stephen Thomas Erlewine a écrit : « It's Alive fonctionne comme un bon apéritif pour la tournée : ce n'est pas bouleversant, mais c'est bien meilleur que presque n'importe quelle autre réunion de ce genre. » À Pitchfork , Mark Hogan a expliqué : « La première heure environ de It's Alive est parfaite pour les fans des  Cars si purs et durs qu'ils paieraient non seulement pour un album live de chansons qu'ils possèdent déjà pour la plupart, mais aussi pour un album live 20 ans après, avec seulement trois nouvelles chansons, 2 membres originaux et un chanteur différent."

## Titres
Toutes les chansons sont de Ric Ocasek.
1. Blue Tip – 3:13
2. Too Late – 4:01
3. Keep on Knocking – 3:52
4. Soon – 4:23
5. Sad Song – 3:38
6. Free – 3:17
7. Drag On Forever – 3:37
8. Take Another Look – 4:46
9. It's Only – 3:01
10. Hits Me – 3:51

## Musiciens
- Ric Ocasek : chant, guitare rythmique, claviers
- Elliot Easton : guitare solo, chœurs
- Greg Hawkes : claviers, basse, guitare, chœurs
- David Robinson : batterie, percussions, chœurs

## Musicien additionnel
- Jacknife Lee : Basse, production